# Pseudomystus stenogrammus
Pseudomystus stenogrammus är en fiskart som beskrevs av Ng och August Siebert 2005. Pseudomystus stenogrammus ingår i släktet Pseudomystus och familjen Bagridae. Inga underarter finns listade i Catalogue of Life.